# Попови
Попови (серб. Попови / Popvi) — село в общине Биелина Республики Сербской Боснии и Герцеговины. Население составляет 1314 человек по переписи 2013 года.

## Культура
Действие оперы «Князь Иво из Семберии» происходит в деревне Попови.

## Известные уроженцы
- Иван Кнежевич, князь Биелинской нахии, участник Первого сербского восстания
- Слободан Павлович, югославский и сербский экономист
- Вулович, Родолюб, югославский и сербский певец, исполняющий в жанре Турбо-фолк